# Цинский Тайвань
Остров Тайвань находился в составе Цинской империи с 1683 по 1895 годы.
В 1683 году Чжэн Кэшуан, правивший на Тайване остатками земель, лояльных империи Мин, сдался Цинской империи. Чтобы остров не стал вновь базой для антиправительственных сил, новые власти не стали его интенсивно развивать, а 14 апреля 1684 года включили в состав провинции Фуцзянь. В административном плане остров был разделён на три уезда: Тайвань (台湾县), Фэншань (凤山县) и Чжуло (诸罗县).
В 1721 году на севере Тайваня началось восстание под руководством Чжу Игуя, которого считали потомком династии Мин; южане во главе с Ду Цзюньином поддержали северян, и объединённые отряды повстанцев освободили остров от власти Цинской империи. Чжу Игуй принял титул правителя с девизом правления Юнхэ, и восстановил ряд атрибутов власти династии Мин. Вскоре, однако, вспыхнула вражда между Чжу Игуем и Ду Цзюньином, всячески подогреваемая с материка. Единая армия распалась на две части, начавшие драться друг с другом. Тем временем на материке в провинции Фуцзянь была собрана карательная армия под руководством Мань Бао и Ши Шибяо; высадившись на острове, она разбила отряды Чжу Игуя и Ду Цзюньина поодиночке, вожди восстания были схвачены и казнены. Для предотвращения новых волнений маньчжуры значительно усилили местные гарнизоны.
После подавления восстания Чжу Игуя были открыты для заселения переселенцами с материка новые районы острова, в результате чего стала возрастать численность китайцев, а аборигены постепенно оттеснялись во внутренние горные районы острова. Для администрирования новых населённых районов в 1723 году был создан уезд Чжанхуа, а также комиссариаты Даньшуй (淡水廳) и Пэнху (澎湖廳).
В 1787 году в северной части Тайваня поднял восстание Линь Шуанвэнь, который был главой местной ячейки тайного «Общества Неба и Земли», повстанцы захватили ряд административных центров. Вслед за этим «Общество Неба и Земли» организовало вооружённое выступление на юге острова под руководством Чжуан Датяня. В результате в руках повстанцев оказалась вся западная часть Тайваня; Линь Шуанвэнь был провозглашён правителем (с девизом правления «Тяньюань»), а Чжуан Датянь — главнокомандующим. Однако повстанцы не смогли взять главный город острова — Тайнань, и после прибытия с материка двух отрядов карателей были вынуждены отступить вглубь острова.
Провал первой карательной экспедиции вынудил императора направить на Тайвань дополнительные войска. В конце 1787 года на острове действовала 100-тысячная группировка под командованием Фуканъаня. Группировка Линь Шуанвэня была в начале 1788 года окружена и разгромлена; сам Линь Шуанвэнь был схвачен, отправлен в клетке в Пекин и там казнён. Затем Фуканъань начал наступление на группировку Чжуан Датяня, блокировал его с суши и с моря на южной оконечности острова и там уничтожил; самого Чжуан Датяня постигла участь Линь Шуанвэня. Стремясь укрепить своё положение на Тайване, маньчжуры в 1792 году специально внесли в уголовный кодекс империи строжайший запрет на деятельность «Общества Неба и Земли»; принадлежность к нему каралась смертной казнью или пожизненной ссылкой.
В 1830 году аграрные волнения из-за незаконного перераспределения земель чиновниками в Цзяи переросли в массовое выступление, быстро охватившее всю южную часть острова. Восстание возглавили местные «Триады» и их лидеры — Чжан Бин, Хуан Фэн и Чэнь Бань. Восставшие установили в южной части острова антиманьчжурскую власть, которая продержалась более двух лет. С большим трудом властям удалось восстановить маньчжурское господство на Тайване в 1833 году, однако с 1834 года начались новые восстания, которые полностью были подавлены лишь к 1844 году.
В мае 1853 года «Общество малых мечей» подняло восстание на юге провинции Фуцзянь. Повстанцы во главе с Хуан Дамэем захватили ряд городов, в том числе Сямэнь, и провозгласили восстановление династии Мин. После двух месяцев ожесточённых боёв цинские войска сумели взять Сямэнь и уничтожить Хуан Дамэя. Хуан Вэй с повстанческой эскадной ушёл на архипелаг Пэнху и продолжал борьбу ещё пять лет.
Когда в 1850—1860-х годах на континенте бушевало восстание тайпинов, то повстанцы объявили себя христианами, в результате чего в противостоявшем им лагере стали распространяться антихристианские тенденции. Поражение Цинской империи в Опиумных войнах привело к усилению проникновения в Китай западных держав и распространению ими христианства. В итоге это вызвало серию антихристианских выступлений, начавшихся осенью 1868 года в Янчжоу, и перекинувшихся впоследствии в том числе и на Тайвань.
В 1870-х годах на мировую арену начала выходить Японская империя. Воспользовавшись в качестве предлога муданьским инцидентом, японские войска в 1874 году совершили тайваньский поход, оккупировали юг острова, и ушли лишь в обмен на выплату репараций.
Во время франко-китайской войны Франция, будучи не в силах добиться решающего перелома в боях во Вьетнаме на суше, решила начать морскую войну у берегов собственно Китая, и захватила север Тайваня, а также ряд островов в Тайваньском проливе. Эти земли были возвращены Цинской империи после подписания мирного договора в 1885 году.
Франко-китайская война впервые создала реальную угрозу потери Тайваня Цинской империей, поэтому в 1887 году остров был выделен в самостоятельную провинцию, и туда были переброшены дополнительные войска. Губернатором новой провинции стал Лю Минчуань, оборонявший Тайвань во время войны с французами. Он оказался талантливым администратором: при нём на Тайване появились телеграфные линии, современная почта, железная дорога Цзилун-Тайбэй и казённо-частная пароходная компания. Лю Минчуань построил на Тайване арсенал и укрепил оборону острова.
Концом цинского владычества на Тайване стала японо-китайская война 1894—1895 годов. В ходе войны японцы захватили архипелаг Пэнху, а по Симоносекскому договору Цинская империя была вынуждена уступить Тайвань Японии. Протестуя против этого, жители Тайваня провозгласили создание Тайваньской республики и организовали оборону от японцев, но японские войска сломили сопротивление. Началось японское правление на Тайване, продлившееся до 1945 года.